# Koszmosz–252
Koszmosz–252 (oroszul: Космос 252) szovjet katonai teszt űreszköz, elfogóvadász műhold.

## Küldetés
Manőverezésre felkészített elfogóvadász műhold. Az anti-műhold fegyverek (ASAT) célja, hogy  a világűrből támadó, nukleáris robbanótöltettel felszerelt műholdakat megsemmisítése.

## Jellemzői
A Központi Mérnöki Tervezőiroda (oroszul: Центральное конструкторское бюро машиностроения – ЦКБ) tervezte és felügyelte építését. Az ISZ–A és az ISZ–P műholdakat a Cselomej vezette OKB–52 fejlesztette ki és építette meg. Üzemeltetője a moszkvai Honvédelmi Minisztérium (oroszul: Министерство обороны – MO).
Megnevezései:  COSPAR: 1968-097A; SATCAT kódja: 3530.
1968. november 1-jén a bajkonuri űrrepülőtér indítóállomásról egy Ciklon-2 (11K67) hordozórakétával juttatták Föld körüli, közeli körpályára. Az orbitális egység pályája 112,4 perces, 62,3 fokos hajlásszögű, az elliptikus pálya perigeuma 1530 kilométer, apogeuma 2146 kilométer volt. Hasznos tömege 3320 kilogramm. Áramforrása kémiai akkumulátor.
ISZ–A (истребитель спутник-активный – ИС–А) elfogóvadász műhold. Formája hengeres, átmérője 1,5 méter, hossza 4,5 méter, hasznos tömege 3320 kilogramm. Az űreszközre 8 napelemtáblát rögzítettek, éjszakai (földárnyék) energiaellátását újratölthető kémiai akkumulátorok biztosították. Mikrofúvókáival segítette a stabilitást és a szükségszerű pozícióváltoztatást.
Két részből állt: 
1. fő rész: vezérlési, célzómodul; számítógép; optikai rendszer; 300 kilogrammos repeszgránát,
2. hajtóanyag (300 másodperces működéshez) és a többször újraindítható mikromotor.

1968. november 1-jén a Koszmosz–248 felderítését követően önrávezetéssel (hajtóműveinek üzembe helyezésével) megközelítette, majd felrobbantotta 300 kilogrammos bombáját, hogy az irányított repeszek megsemmisítsék célját. A célmegsemmisítés eredményes volt.

## Külső hivatkozások
- Koszmosz–252. lib.cas.cz. [2013. október 13-i dátummal az eredetiből archiválva]. (Hozzáférés: 2013. május 28.)
- Koszmosz–252. spacefacts.de. (Hozzáférés: 2013. május 28.)
- Koszmosz–252. astronautix.com. [2013. november 28-i dátummal az eredetiből archiválva]. (Hozzáférés: 2014. május 6.)

| Elődje: Koszmosz–251 | Koszmosz-program 1968 | Utódja: Koszmosz–253 |